# Route nationale 8 (Algérie)
Pour les articles homonymes, voir Route nationale 8.
La Route nationale 8 (RN8), est une route nationale algérienne, elle relie Alger à Bou Saâda.

## Historique
Elle est érigée en 1879.